# Margot Williams
Margot Williams é uma botânica americana que descreveu Hippeastrum iguazuanum em 1984.

## Carreira
Williams tem mestrado em horticultura e botânica e trabalhou como horticultora e botânica pesquisadora no US National Arboretum, onde, entre outras atividades, trabalhou na procriação de íris.

## Publicações
- Williams, Margot 1982. Chromosome Counts for Six Amaryllis Taxa. Plant Life 38: 34–39. [Corrigenda 39: 41(1983)]
- Williams, Margot 1982. A Tetraploid Amaryllis starkii. Plant Life 38: 59-61
- W. L. Ackerman and Margot Williams. New Cold Hardy Camellia Hybrid Selections. American Camellia Yearbook 1981